# Gibberichthys pumilus
Gibberichthys pumilus är en fiskart som beskrevs av Parr, 1933. Gibberichthys pumilus ingår i släktet Gibberichthys och familjen Gibberichthyidae. Inga underarter finns listade i Catalogue of Life.